# Algazali
Abul Amide Maomé ibne Maomé Algazali (em árabe: ابو حامد محمد ابن محمد الغزالی; romaniz.: Abū Ḥāmid Muḥammad ibn Muḥammad al-Ghazālī, Tus, 1058 — Tus, 1111), melhor conhecido somente como Algazali, foi um teólogo islâmico, jurista, filósofo, cosmólogo, psicólogo e místico de origem persa, e continua a ser um dos estudiosos mais célebres da história do pensamento islâmico sunita. É considerado um pioneiro da dúvida metódica e do ceticismo, e em uma de suas principais obras, A Incoerência dos Filósofos, mudou o curso da filosofia islâmica clássica, afastando-a de uma metafísica islâmica influenciada pelas filosofias grega e helenística, rumando para um filosofia islâmica baseada em causa e efeito que foram determinados por Deus ou anjos intermediários, uma teoria hoje conhecida como ocasionalismo.
Algazali por vezes tem sido aclamado por historiadores seculares, tais como William Montgomery Watt como sendo o maior muçulmano depois de Maomé (tradicionalmente entre os muçulmanos, o maior muçulmano depois do Profeta, de acordo com o autêntico hádice, é a geração que lhe era contemporânea). Além de seu trabalho que exitosamente mudou o curso da filosofia islâmica — o neoplatonismo pré-islâmico desenvolvido com base na filosofia helenística, por exemplo, foi de tal modo refutado por Algazali que nunca se recuperou — ele também trouxe o islão ortodoxo do seu tempo para um contato próximo com o sufismo. Os teólogos ortodoxos ainda seguiram seu próprio caminho, e assim o fizeram os místicos, mas ambos desenvolveram um sentimento de apreço mútuo que garantiu que nenhuma condenação completa poderia ser feita por um em relação às práticas do outro.

## Biografia
Algazali contribuiu significativamente para o desenvolvimento de uma visão sistemática do Sufismo e sua integração e aceitação no Islã tradicional. Ele era um estudioso do Islã sunita, pertencendo à escola xafeísta de jurisprudência islâmica e à escola Axarita de teologia. Algazali recebeu muitos títulos como Sharaful A'emma (em árabe: شرف الأئمّة), Zainuddin (árabe: زين الدين), Hujjatul Islã, que significa "Prova do Islã" (árabe: حجّة الاسلام). É visto como o membro-chave da influente escola axarita da antiga filosofia muçulmana e o contestador mais importante dos Mutazilites. No entanto, escolheu uma posição ligeiramente diferente em comparação com os axaritas; suas crenças e pensamentos diferem, em alguns aspectos, da escola axarita.

### Vida
Algazali nasceu em 1058 em Tus, uma cidade na província de Coração, na Pérsia. Seu pai, um tradicional sufi, morreu quando ele e seu irmão, Amade Algazali, ainda eram jovens. Um dos amigos de seu pai educou-os nos anos seguintes. Em 1070, Algazali e seu irmão foram para Gurgã para se inscreverem em uma madraça (seminário islâmico). Lá, ele estudou fiqh (jurisprudência islâmica) ao lado de Amade ibne Maomé Radecani e Abu Alcacim Jurjani. Depois de estudar por aproximadamente 7 anos retornou a Tus.
Sua primeira viagem importante a Nixapur ocorreu por volta de 1080 quando ele tinha quase 23 anos. Tornou-se aluno do famoso estudioso muçulmano Abu Almali Aljuaini, conhecido como imame Alharamaim. Após a morte de Juaini em 1085, Algazali foi convidado para ir para a corte de Nizã Almulque, o poderoso vizir dos sultões seljúcidas. O vizir ficou tão impressionado com os conhecimentos de Algazali que, em 1091, nomeou-o como professor-chefe do Nizamia de Bagdá. Ele costumava palestrar para mais de 300 alunos e sua participação nos debates e discussões islâmicas fê-lo popular em todo o território islâmico.
Passou por uma crise espiritual em 1095, abandonou sua carreira e deixou Bagdá sob o pretexto de ir em peregrinação a Meca. Dispondo de seus bens para sua família, passou a adotar a vida de um sufi pobre. Depois de algum tempo em Damasco e Jerusalém, com uma visita ao Medina e Meca em 1096, estabeleceu-se em Tus para passar os próximos anos em reclusão. Terminou sua reclusão para um curto período de docência no Nizamia de Nixapur em 1106. Mais tarde, voltou a Tus onde permaneceu até sua morte em 19 de dezembro de 1111. Teve um filho chamado Abderramão Alam.

## Principais obras

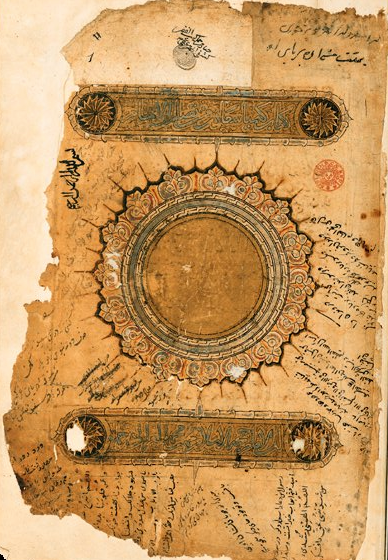
A edição persa de 1308 da Alquimia da Felicidade

Algazali escreveu mais de 70 livros sobre as ciências, antiga filosofia islâmica, psicologia islâmica, calam e sufismo. Seu livro do século XI intitulado A Incoerência dos Filósofos marca uma virada importante na epistemologia islâmica, quando Algazali efetivamente descobriu o ceticismo filosófico que não seria comumente visto no Ocidente até René Descartes, George Berkeley e David Hume. O encontro com o ceticismo levou Algazali a abraçar uma forma de ocasionalismo teológico e fanatismo religioso, ou a crença de que todos os eventos causais e as interações não são o produto de conjunções materiais, mas sim a vontade imediata e presente de Deus.

### A Incoerência dos Filósofos
A Incoerência dos Filósofos marcou um ponto de virada na filosofia islâmica, em sua veemente rejeição de Aristóteles e Platão. O livro tinha como alvo o falsafa, um grupo vagamente definido de filósofos islâmicos dos séculos VIII ao XI (os mais notáveis dentre eles eram Avicena e Al-Farabi) que se baseava intelectualmente nos gregos antigos. Algazali amargamente denunciou Aristóteles, Sócrates e outros escritores gregos como não-crentes e rotulou aqueles que empregavam os seus métodos e ideias como corruptores da fé islâmica.
A Incoerência dos Filósofos é famoso por propor e defender a teoria axarita do ocasionalismo. Como um exemplo da ilusão das leis independentes de causa, Algazali cita o fato de que o algodão queima quando entra em contato com o fogo. Embora pareça que isso ocorre devido a uma lei natural, ele argumenta que, cada vez que isso acontece, é porque Deus desejou que acontecesse – o evento foi “um produto direto da intervenção divina, da mesma forma que qualquer milagre que chame a atenção”. Ele defendeu esse argumento usando a lógica: como Deus é geralmente visto como racional, ao invés de arbitrário, o seu comportamento em geral causando eventos na mesma sequência - isto é, o que nos parece ser a causa eficiente -, o fato pode ser entendido melhor como um trabalho natural de Deus do que o princípio da razão, descrito pelos antigos filósofos como as leis da natureza. Propriamente falando, essas não são leis da natureza, mas as leis que Deus escolhe para reger o seu comportamento - sua autonomia, em sentido estrito. Em outras palavras, a sua vontade racional.
No século seguinte, Averróis esboçou uma longa refutação da Incoerência de Algazali, intitulada A Incoerência da Incoerência; no entanto, o curso epistemológico do pensamento islâmico já havia sido definido. Sobre a argumentação de Algazali, Averróis insistia que Deus havia criado a lei natural, mas os seres humanos "podiam dizer com mais utilidade que o fogo fazia o algodão queimar - porque a criação divina tinha um padrão que os seres humanos podiam discernir".

## Influência
Algazali teve uma influência importante tanto nos filósofos muçulmanos como nos cristãos medievais. Margaret Smith escreve em seu livro hagiográfico Al-Ghazali: The Mystic: "Não pode haver dúvida de que as obras de Algazali seriam as primeiras a atrair a atenção desses estudiosos europeus". Ela enfatiza: "O maior desses escritores cristãos influenciados por Algazali foi São Tomás de Aquino (1225-1274), que fez um estudo sobre escritores árabes e admitiu sua dívida para com eles. Ele estudou na Universidade de Nápoles, onde a influência da literatura e cultura árabe era predominante na época." Além disso, o interesse de Tomás de Aquino por estudos islâmicos pode ser atribuída à infiltração do 'Averroísmo Latino' no século XIII, especialmente na Universidade de Paris.
A influência de Algazali foi comparada à obra de São Tomás de Aquino na teologia cristã, mas os dois diferiram muito em métodos e crenças. Algazali rejeitou os filósofos não-islâmicos como Aristóteles e se considerou apto a descartar seus ensinamentos com base na sua "incredulidade", mas Aquino os abraçou e incorporou o pensamento grego antigo e latino em seus escritos filosóficos.
Numa de suas conferências, Neil deGrasse Tyson imputa o declínio brutal das ciências islâmicas à influência da posição de Algazali.
Algazali também desempenhou um papel muito importante na integração do sufismo com a xaria. Ele combinou muito bem os conceitos do sufismo com as leis da xaria. Foi o primeiro a apresentar em suas obras uma descrição formal do sufismo. Suas obras também reforçaram o status de sunita contra outras escolas islãs.

## Visão da Mulher
Algazali era profundamente misógino. Num dos seus livros, Conselho para os Reis (Nasīhatul Mulūk), Algazali afirma que a raça das mulheres apresenta dez espécies, e o caráter de cada uma delas corresponde e está relacionado com a qualidade distinta de algum animal. Assim, divide as mulheres por semelhança com o porco, o macaco, o cão, a serpente, a mula, o escorpião, o rato, o pombo, a raposa e a ovelha. Conclui que "a mulher que tem os atributos da ovelha é abençoada como a ovelha, na qual tudo é útil. (...). Ela é útil para o marido e sua família e os vizinhos, compassiva com os seus próprios parentes, afetuosa com os membros do agregado familiar e em relação a seus filhos, e obediente a Alá Todo-Poderoso."
Na mesma obra enumera as dezoito características distintivas com as quais Alá puniu as mulheres quando Eva lhe desobedeceu, ao comer o fruto proibido: a menstruação; o parto; a separação da mãe e do pai para casar com um estranho; a gravidez; não possuir controle sobre si mesma; ter uma menor parte da herança; a possibilidade de ser divorciada mas não de se divorciar; ser legal para o homem ter quatro esposas e a mulher apenas um marido; ficar reclusa em casa; cobrir a cabeça; o fato de o testemunho de duas mulheres ser equivalente ao de um só homem; o não poder sair de casa a não ser acompanhada de parente próximo; o fato de os homens participarem nas orações de sexta e funerais, mas não as mulheres; desqualificação para governar e julgar; o fato de que o mérito tem mil componentes, mas apenas um é atribuível às mulheres; o fato de que, se uma mulher é devassa, a ela será dada apenas metade dos tormentos no Dia da Ressurreição; o fato de que, se o seu marido morre, a mulher deve observar um período de espera de quatro meses e dez dias antes de se casar novamente; e o fato de que, se o marido se divorcia, a mulher deve observar um período de espera de três meses ou três menstruações antes de se casar novamente. 
Conclui que os homens inteligentes serão misericordiosos com suas esposas e não as tratarão injustamente; porque as mulheres são prisioneiras nas mãos dos homens. O homem deverá ter paciência para as mulheres, porque elas são pouco inteligentes. E cita o Profeta Maomé: "Elas são deficientes em seus intelectos e sua religião."
No seu livro Ihya' Ulum al din (12 : Etiqueta do Casamento), Algazali observa aos crentes que "o casamento é uma forma de escravidão; assim ela [esposa] é sua escrava". Declara também que uma esposa deve obedecer ao marido "absolutamente em tudo o que ele lhe exigir, desde que tais exigências não constituam um acto de desobediência".

## Visão da educação
O desenvolvimento da primeira infância foi um ponto central de Algazali. Ele trabalhou para influenciar e desenvolver um programa para moldar as mentes jovens das crianças desde a mais tenra idade, para desenvolver sua mente e caráter, ressaltando que a socialização, a família e as escolas eram centrais na conquista da linguagem, da moralidade e do comportamento. Ele enfatizou a incorporação de atividades físicas, como jogos, para atrai-los a frequentar as escolas e manter sua educação, assim como a importância de entender e compartilhar diversas culturas nas salas de aula, de forma a alcançar a bondade mútua e uma harmonia cívica que seria expressa fora da sala de aula. Em seus escritos, colocou essa responsabilidade sobre os professores. Seu tratado sobre educação infantil centrava-se nas leis islâmicas, em Deus e na memorização do Alcorão para obter habilidades literárias. Algazali enfatizou a importância de que haja mútuo respeito entre o professor e o aluno. Enquanto o professor orienta, assume o papel de figura paterna e oferece conselhos ao aluno, este respeita o professor como patriarca, e que o professor precisava prestar atenção aos ritmos de aprendizado de seus alunos, para que pudesse ajudá-los a ter sucesso nas realizações acadêmicas. 